# The Spectacular Now
The Spectacular Now (bra: O Maravilhoso Agora) é um filme de comédia dramática estadunidense de 2013 dirigido por James Ponsoldt, escrito por Scott Neustadter e Michael H. Weber (baseado no livro de mesmo nome de Tim Tharp), e estrelado por Miles Teller e Shailene Woodley. O filme estreou no Festival Sundance de Cinema de 2013, onde ganhou elogios da crítica. Foi lançado nos cinemas em 2 de agosto de 2013.

## Sinopse
Sutter Keely (Miles Teller) é um hedonista colegial e encantador que se orgulha de viver no agora. Com notas baixas e sem planos para o futuro, ele passa a maior parte do seu tempo bebendo e indo a festas. Sua namorada, Cassidy (Brie Larson), é incapaz de lidar com o seu alcoolismo ou falta de ambição, e termina com ele. Depois de beber para anestesiar a dor, Sutter é acordado no gramado de um estranho por Aimee Finecky (Shailene Woodley), uma garota legal que lê ficção científica e mangá durante seu tempo livre. Sutter decide ajuda-la com sua rota de entrega de jornal, e, finalmente, a convida para almoçar com ele.
Sutter, lutando com a geometria, pede Aimee para ser tutora dele, a fim de chegar mais perto dela. Ele a convida para uma festa, mas perde temporariamente interesse quando vê Cassidy e pede a ela para tomar uma bebida com ele. Cassidy logo sai com o namorado, Marcus, e Sutter redireciona sua atenção para Aimee. Ele a apresenta ao álcool, e os dois vão para um passeio. Durante a caminhada, Aimee diz ser aceita na faculdade, na Filadélfia, mas não se sabe se ela será capaz de ir, porque ela deve cuidar de sua mãe. Sutter ensina Aimee a enfrentar a sua mãe, e os dois se beijam. Quando ele acorda na manhã seguinte, Sutter percebe que ele pediu Aimee para ir ao baile enquanto estava bêbado, e recebe mensagens instantâneas de Cassidy para sair. Cassidy chora dizendo a Sutter que ela não pode mais evitar o seu futuro e que ela precisa crescer, mesmo que ele não faz.
Sutter e Aimee começam a formar um relacionamento mais profundo, fazendo amor pela primeira vez. Para o baile, Sutter compra  para Aimee um frasco, e apesar de um momento em que Sutter dança com Cassidy, sua noite vai bem. Ela lhe diz que enfrentou sua mãe e vai para a Filadélfia, convidando-o para morar com ela e participar de um Junior College. Sutter negligentemente concorda.
Sutter, depois de inúmeras tentativas de obter o número de telefone de seu ausente pai com sua mãe, o recebe de sua irmã rica, Holly, e os planos para passar um dia com seu pai. Ele traz Aimee com ele, eles se encontram em um motel, assim como o pai está saindo para o bar e convida os dois para se juntar a ele. O pai de Sutter parte de visualizações hedonistas similares de vida como Sutter, mas depois de deixar de sair com uma mulher, Sutter é obrigado a pagar a conta e esperar por seu pai para retornar. Depois de horas, os dois vão para casa. Irritado, bêbado, e com medo, Sutter agarra em Aimee quando ela tenta consolá-lo, confessando seu amor por ele. Considerando-se uma ameaça ao seu bem-estar, Sutter força Aimee para sair do carro, e ela é atingida por um caminhão que passava.
Aimee sai do acidente apenas com um braço quebrado, e rapidamente perdoa Sutter pelo incidente. Sutter, no entanto, tem claramente sido danificado por suas experiências com seu pai, e seu consumo de álcool só piora. Seu chefe, Dan (Bob Odenkirk) diz que ele estará deixando de lado um de seus funcionários. Ele informa Sutter que o quer para trabalhar na loja, mas Sutter deve prometer nunca entrar embriagado novamente. Sutter honestamente afirma que ele não sente que é capaz de manter tal promessa e aperta a mão de Dan decepcionado e preocupado. Ele então vai para uma noite no bar, deixando Aimee entrar no ônibus para a Filadélfia sem se despedir, com o coração partido. Finalmente capaz de reconhecer que ele é a sua própria maior limitação, Sutter compromete-se a tornar-se uma pessoa mais madura e responsável. Ele dirige até a Filadélfia e ver Aimee saindo da faculdade. Aimee olha para ele com uma expressão de emoção mista.[carece de fontes?]

## Elenco
- Miles Teller como Sutter Keely
- Shailene Woodley como Aimee Finecky
- Brie Larson como Cassidy
- Dayo Okeniyi como Marcus
- Jennifer Jason Leigh como Sara Keely
- Mary Elizabeth Winstead como Holly Keely
- Kyle Chandler como Tommy Keely
- Andre Royo como Sr. Aster
- Bob Odenkirk como Dan
- Kaitlyn Dever como Krystal
- Masam Holden como Ricky
- Gary Weeks como Joe
- Whitney Goin como Sra. Finecky
- Nicci Faires como Tara